# Passionate Magazine
Passionate Magazine: literair-filosofisch maandblad voor de rusteloze nihilist was een Nederlands literair tijdschrift (1994-2013) dat om de 2 maanden verscheen en in de loop der tijd een platform geboden heeft aan jonge veelbelovende schrijvers onder wie Thomas van Aalten, Alex Boogers, Claire Polders, Hassan Bahara, Judith Visser, Ernest van der Kwast en Abdelkader Benali.
Vanaf 12 december 2008 gingen Passionate Magazine en Bulkboek samen verder als Passionate Bulkboek.

## Geschiedenis
In juni 1994 werd het eerste nummer uitgegeven. Op 3 november 1995 werd ter ondersteuning de Rotterdamse literaire organisatie Stichting Passionate opgericht die zichzelf presenteerde als een organisatie voor de 'nieuwe letteren'.
De eerste hoofdredacteur was Giel van Strien, die werd opgevolgd door achtereenvolgens Richard Dekker, Ernest van der Kwast en Iris van Erve. Gedurende vrijwel de gehele periode verzorgde Erik Brus de eindredactie. Het blad richtte zich op ontwikkelingen in geschreven literatuur (proza en poëzie) en geleidelijk ook op nieuwe media om jongeren te interesseren voor Nederlandstalige en internationale literatuur.
Na de stopzetting ging Passionate Magazine geleidelijk over in achtereenvolgens het passionateplatform.nl en Passionate Bulkboek.